# Liste der Nummer-eins-Hits in Deutschland (1980)
Dies ist eine Liste der Nummer-eins-Hits in Deutschland im Jahr 1980. Es gab in diesem Jahr zwölf Nummer-eins-Singles und elf Nummer-eins-Alben.

## Singles
| ← 1979 ← | Liste der Nummer-eins-Hits in Deutschland | Liste der Nummer-eins-Hits in Deutschland | Liste der Nummer-eins-Hits in Deutschland                                                                         | 1981 →                    |
| \| Zeitraum \| Wo. ges. \| Interpret \| Titel Autor(en) \| Zusätzliche Informationen \| \| (Zeitraum, Wochen auf Platz eins, Interpret, Titel, Autor[en], zusätzliche Informationen) \| \| \| \| \| \| ----------------------------------------------------------------------------------------- \| -------- \| ------------------------ \| ----------------------------------------------------------------------------------------------------------------- \| ------------------------- \| \| 19. November 1979 – 20. Januar 1980 9 Wochen \| 9 \| Thom Pace \| Maybe Thom Pace \| – \| \| 21. Januar 1980 – 3. Februar 1980 2 Wochen (insgesamt 8) \| 8 \| Goombay Dance Band \| Sun of Jamaica Wolff-Eckehardt Stein, Wolfgang Jass \| – \| \| 4. Februar 1980 – 24. Februar 1980 3 Wochen (insgesamt 4) \| 4 \| Pink Floyd \| Another Brick in the Wall, Pt. 2 Roger Waters \| – \| \| 25. Februar 1980 – 2. März 1980 1 Woche (insgesamt 8) \| 8 \| Goombay Dance Band \| Sun of Jamaica Wolff-Eckehardt Stein, Wolfgang Jass \| – \| \| 3. März 1980 – 9. März 1980 1 Woche (insgesamt 4) \| 4 \| Pink Floyd \| Another Brick in the Wall, Pt. 2 Roger Waters \| – \| \| 10. März 1980 – 11. April 1980 4 Wochen (insgesamt 8) \| 8 \| Goombay Dance Band \| Sun of Jamaica Wolff-Eckehardt Stein, Wolfgang Jass \| – \| \| 12. April 1980 – 20. April 1980 2 Wochen \| 2 \| Peter Kent \| It’s a Real Good Feeling Harald Steinhauer, Vincent Promo \| – \| \| 21. April 1980 – 27. April 1980 1 Woche (insgesamt 8) \| 8 \| Goombay Dance Band \| Sun of Jamaica Wolff-Eckehardt Stein, Wolfgang Jass \| – \| \| 28. April 1980 – 25. Mai 1980 4 Wochen \| 4 \| Earth & Fire \| Weekend Gerard C. Koerts \| – \| \| 26. Mai 1980 – 29. Juni 1980 5 Wochen \| 5 \| Mike Krüger \| Der Nippel Mike Krüger \| – \| \| 30. Juni 1980 – 7. September 1980 10 Wochen \| 10 \| Lipps, Inc. \| Funkytown Steven Phillip Greenberg \| – \| \| 8. September 1980 – 21. September 1980 2 Wochen \| 2 \| Olivia Newton-John & ELO \| Xanadu Jeffrey Lynne \| – \| \| 22. September 1980 – 2. November 1980 6 Wochen \| 6 \| Oliver Onions \| Santa Maria Musik: Guido De Angelis, Maurizio De Angelis; Text: Cesare de Natale, Leonie Gane, Susan Duncan Smith \| – \| \| 3. November 1980 – 7. Dezember 1980 5 Wochen \| 5 \| Roland Kaiser \| Santa Maria Musik: Guido De Angelis, Maurizio De Angelis; deutscher Text: Norbert Hammerschmidt, Roland Kaiser \| – \| \| 8. Dezember 1980 – 21. Dezember 1980 2 Wochen (insgesamt 3) \| 3 \| Barbra Streisand \| Woman in Love Barry Alan Gibb, Robin Gibb \| – \| \| 22. Dezember 1980 – 4. Januar 1981 2 Wochen (insgesamt 5) \| 5 \| ABBA \| Super Trouper Benny Goran Bror Andersson, Björn K. Ulvaeus \| – \| |                                           |                                           | |                           |
| ← 1979 |                                           |                                           | | → 1981 →                  |
| Zeitraum | Wo. ges.                                  | Interpret                                 | Titel Autor(en)                                                                                                   | Zusätzliche Informationen |
| (Zeitraum, Wochen auf Platz eins, Interpret, Titel, Autor[en], zusätzliche Informationen) |                                           |                                           | |                           |
| 19. November 1979 – 20. Januar 1980 9 Wochen | 9                                         | Thom Pace                                 | Maybe Thom Pace                                                                                                   | –                         |
| 21. Januar 1980 – 3. Februar 1980 2 Wochen (insgesamt 8) | 8                                         | Goombay Dance Band                        | Sun of Jamaica Wolff-Eckehardt Stein, Wolfgang Jass                                                               | –                         |
| 4. Februar 1980 – 24. Februar 1980 3 Wochen (insgesamt 4) | 4                                         | Pink Floyd                                | Another Brick in the Wall, Pt. 2 Roger Waters                                                                     | –                         |
| 25. Februar 1980 – 2. März 1980 1 Woche (insgesamt 8) | 8                                         | Goombay Dance Band                        | Sun of Jamaica Wolff-Eckehardt Stein, Wolfgang Jass                                                               | –                         |
| 3. März 1980 – 9. März 1980 1 Woche (insgesamt 4) | 4                                         | Pink Floyd                                | Another Brick in the Wall, Pt. 2 Roger Waters                                                                     | –                         |
| 10. März 1980 – 11. April 1980 4 Wochen (insgesamt 8) | 8                                         | Goombay Dance Band                        | Sun of Jamaica Wolff-Eckehardt Stein, Wolfgang Jass                                                               | –                         |
| 12. April 1980 – 20. April 1980 2 Wochen | 2                                         | Peter Kent                                | It’s a Real Good Feeling Harald Steinhauer, Vincent Promo                                                         | –                         |
| 21. April 1980 – 27. April 1980 1 Woche (insgesamt 8) | 8                                         | Goombay Dance Band                        | Sun of Jamaica Wolff-Eckehardt Stein, Wolfgang Jass                                                               | –                         |
| 28. April 1980 – 25. Mai 1980 4 Wochen | 4                                         | Earth & Fire                              | Weekend Gerard C. Koerts                                                                                          | –                         |
| 26. Mai 1980 – 29. Juni 1980 5 Wochen | 5                                         | Mike Krüger                               | Der Nippel Mike Krüger                                                                                            | –                         |
| 30. Juni 1980 – 7. September 1980 10 Wochen | 10                                        | Lipps, Inc.                               | Funkytown Steven Phillip Greenberg                                                                                | –                         |
| 8. September 1980 – 21. September 1980 2 Wochen | 2                                         | Olivia Newton-John & ELO                  | Xanadu Jeffrey Lynne                                                                                              | –                         |
| 22. September 1980 – 2. November 1980 6 Wochen | 6                                         | Oliver Onions                             | Santa Maria Musik: Guido De Angelis, Maurizio De Angelis; Text: Cesare de Natale, Leonie Gane, Susan Duncan Smith | –                         |
| 3. November 1980 – 7. Dezember 1980 5 Wochen | 5                                         | Roland Kaiser                             | Santa Maria Musik: Guido De Angelis, Maurizio De Angelis; deutscher Text: Norbert Hammerschmidt, Roland Kaiser    | –                         |
| 8. Dezember 1980 – 21. Dezember 1980 2 Wochen (insgesamt 3) | 3                                         | Barbra Streisand                          | Woman in Love Barry Alan Gibb, Robin Gibb                                                                         | –                         |
| 22. Dezember 1980 – 4. Januar 1981 2 Wochen (insgesamt 5) | 5                                         | ABBA                                      | Super Trouper Benny Goran Bror Andersson, Björn K. Ulvaeus                                                        | –                         |

## Alben
| ← 1979 ← | Liste der Nummer-eins-Alben in Deutschland | Liste der Nummer-eins-Alben in Deutschland | Liste der Nummer-eins-Alben in Deutschland | 1981 →                    |
| \| Zeitraum \| Wo. ges. \| Interpret \| Titel \| Zusätzliche Informationen \| \| (Zeitraum, Wochen auf Platz eins, Interpret, Titel, zusätzliche Informationen) \| \| \| \| \| \| ------------------------------------------------------------------------------ \| -------- \| ------------------------- \| ------------------------------ \| ------------------------- \| \| 3. Dezember 1979 – 6. Januar 1980 5 Wochen \| 5 \| James Last \| Träum was Schönes \| – \| \| 7. Januar 1980 – 20. Januar 1980 2 Wochen \| 2 \| Andrea Jürgens \| Weihnachten mit Andrea Jürgens \| – \| \| 21. Januar 1980 – 18. Mai 1980 17 Wochen \| 17 \| Pink Floyd \| The Wall \| – \| \| 19. Mai 1980 – 27. Juli 1980 10 Wochen \| 10 \| Orchester Anthony Ventura \| Die schönsten Melodien \| – \| \| 28. Juli 1980 – 14. September 1980 7 Wochen \| 7 \| Hot Chocolate \| 20 Greatest Hits \| – \| \| 15. September 1980 – 21. September 1980 1 Woche \| 1 \| (Soundtrack) \| Xanadu \| – \| \| 22. September 1980 – 2. November 1980 6 Wochen (insgesamt 8) \| 8 \| Peter Maffay \| Revanche \| – \| \| 3. November 1980 – 9. November 1980 1 Woche \| 1 \| Carpenters \| Beautiful Moments \| – \| \| 10. November 1980 – 22. November 1980 1 Woche (insgesamt 8) \| 8 \| Peter Maffay \| Revanche \| – \| \| 23. November 1980 – 7. Dezember 1980 3 Wochen \| 3 \| James Last \| James Last spielt Robert Stolz \| – \| \| 8. Dezember 1980 – 14. Dezember 1980 1 Woche (insgesamt 2) \| 2 \| ABBA \| Super Trouper \| – \| \| 15. Dezember 1980 – 21. Dezember 1980 1 Woche (insgesamt 2) \| 2 \| Richard Clayderman \| Träumereien 2 \| – \| \| 22. Dezember 1980 – 28. Dezember 1980 1 Woche (insgesamt 2) \| 2 \| ABBA \| Super Trouper \| – \| \| 29. Dezember 1980 – 4. Januar 1981 1 Woche (insgesamt 2) \| 2 \| Richard Clayderman \| Träumereien 2 \| – \| |                                            |                                            |                                            |                           |
| ← 1979 |                                            |                                            |                                            | → 1981 →                  |
| Zeitraum | Wo. ges.                                   | Interpret                                  | Titel                                      | Zusätzliche Informationen |
| (Zeitraum, Wochen auf Platz eins, Interpret, Titel, zusätzliche Informationen) |                                            |                                            |                                            |                           |
| 3. Dezember 1979 – 6. Januar 1980 5 Wochen | 5                                          | James Last                                 | Träum was Schönes                          | –                         |
| 7. Januar 1980 – 20. Januar 1980 2 Wochen | 2                                          | Andrea Jürgens                             | Weihnachten mit Andrea Jürgens             | –                         |
| 21. Januar 1980 – 18. Mai 1980 17 Wochen | 17                                         | Pink Floyd                                 | The Wall                                   | –                         |
| 19. Mai 1980 – 27. Juli 1980 10 Wochen | 10                                         | Orchester Anthony Ventura                  | Die schönsten Melodien                     | –                         |
| 28. Juli 1980 – 14. September 1980 7 Wochen | 7                                          | Hot Chocolate                              | 20 Greatest Hits                           | –                         |
| 15. September 1980 – 21. September 1980 1 Woche | 1                                          | (Soundtrack)                               | Xanadu                                     | –                         |
| 22. September 1980 – 2. November 1980 6 Wochen (insgesamt 8) | 8                                          | Peter Maffay                               | Revanche                                   | –                         |
| 3. November 1980 – 9. November 1980 1 Woche | 1                                          | Carpenters                                 | Beautiful Moments                          | –                         |
| 10. November 1980 – 22. November 1980 1 Woche (insgesamt 8) | 8                                          | Peter Maffay                               | Revanche                                   | –                         |
| 23. November 1980 – 7. Dezember 1980 3 Wochen | 3                                          | James Last                                 | James Last spielt Robert Stolz             | –                         |
| 8. Dezember 1980 – 14. Dezember 1980 1 Woche (insgesamt 2) | 2                                          | ABBA                                       | Super Trouper                              | –                         |
| 15. Dezember 1980 – 21. Dezember 1980 1 Woche (insgesamt 2) | 2                                          | Richard Clayderman                         | Träumereien 2                              | –                         |
| 22. Dezember 1980 – 28. Dezember 1980 1 Woche (insgesamt 2) | 2                                          | ABBA                                       | Super Trouper                              | –                         |
| 29. Dezember 1980 – 4. Januar 1981 1 Woche (insgesamt 2) | 2                                          | Richard Clayderman                         | Träumereien 2                              | –                         |

## Jahreshitparaden
| ← 1979 ← | Liste der Jahres-Nummer-eins-Hits in Deutschland | Liste der Jahres-Nummer-eins-Hits in Deutschland | Liste der Jahres-Nummer-eins-Hits in Deutschland | 1981 →   |
| \| Singles \| Position# \| Alben \| \| -------------------------------------------------------------------------------------- \| --------- \| ------------------------------------------ \| \| Sun of Jamaica Goombay Dance Band Wolff-Eckehardt Stein, Wolfgang Jass \| 1 \| The Wall Pink Floyd \| \| Another Brick in the Wall, Pt. 2 Pink Floyd Roger Waters \| 2 \| Träumereien 2 Richard Clayderman \| \| D.I.S.C.O. Ottawan Jean Joseph Kluger, Daniel Vangarde \| 3 \| Eyes of the Universe Barclay James Harvest \| \| It’s a Real Good Feeling Peter Kent Harald Steinhauer, Vincent Promo \| 4 \| Highway to Hell AC/DC \| \| Boat on the River Styx Tommy R. Shaw \| 5 \| Greatest Hits Vol. 2 ABBA \| \| Bobby Brown (Goes Down) Frank Zappa Francis Vincent Zappa \| 6 \| Gone to Earth Barclay James Harvest \| \| Take That Look off Your Face Marti Webb Musik: Andrew Lloyd Webber; Text: Donald Black \| 7 \| Eve The Alan Parsons Project \| \| Weekend Earth & Fire Gerard C. Koerts \| 8 \| Discovery Electric Light Orchestra \| \| Matador Garland Jeffreys \| 9 \| Wish You Were Here Pink Floyd \| \| Der Nippel Mike Krüger \| 10 \| Breakfast in America Supertramp \| |                                                  |                                                  |                                                  |          |
| ← 1979 |                                                  |                                                  |                                                  | → 1981 → |
| Singles | Position#                                        | Alben                                            |                                                  |          |
| Sun of Jamaica Goombay Dance Band Wolff-Eckehardt Stein, Wolfgang Jass | 1                                                | The Wall Pink Floyd                              |                                                  |          |
| Another Brick in the Wall, Pt. 2 Pink Floyd Roger Waters | 2                                                | Träumereien 2 Richard Clayderman                 |                                                  |          |
| D.I.S.C.O. Ottawan Jean Joseph Kluger, Daniel Vangarde | 3                                                | Eyes of the Universe Barclay James Harvest       |                                                  |          |
| It’s a Real Good Feeling Peter Kent Harald Steinhauer, Vincent Promo | 4                                                | Highway to Hell AC/DC                            |                                                  |          |
| Boat on the River Styx Tommy R. Shaw | 5                                                | Greatest Hits Vol. 2 ABBA                        |                                                  |          |
| Bobby Brown (Goes Down) Frank Zappa Francis Vincent Zappa | 6                                                | Gone to Earth Barclay James Harvest              |                                                  |          |
| Take That Look off Your Face Marti Webb Musik: Andrew Lloyd Webber; Text: Donald Black | 7                                                | Eve The Alan Parsons Project                     |                                                  |          |
| Weekend Earth & Fire Gerard C. Koerts | 8                                                | Discovery Electric Light Orchestra               |                                                  |          |
| Matador Garland Jeffreys | 9                                                | Wish You Were Here Pink Floyd                    |                                                  |          |
| Der Nippel Mike Krüger | 10                                               | Breakfast in America Supertramp                  |                                                  |          |